# Från det jordiska museet
Från det jordiska museet är en samling skisser och noveller av Elin Wägner. Boken gavs ut 1907 och var Wägners debutbok. Den är utgiven på Albert Bonniers förlag.
Författaren skildrar sin omvärld i en brytningstid då det moderna samhället växer fram. Boken är uppdelad i fyra kapitel.
1. Londonprofiler
2. Smålandsskisser
3. Snapshots
4. Hattnålarna